# Shinobi (игра, 1987)
Shinobi (яп. 忍 -SHINOBI-) — игра в жанре action с горизонтальной прокруткой, выпущенная в 1987 компанией Sega для аркадных автоматов. В Shinobi игрок управляет современным ниндзя по имени Джо Мусаси, который должен освободить своих учеников, похищенных террористами. Позже Shinobi была адаптирована компанией Sega для домашней игровой приставки Sega Master System, а затем выпущена по лицензии на других платформах, в том числе Nintendo Entertainment System, PC Engine и различных домашних компьютеров, а также в виде загружаемой эмулированной версии оригинальной аркадной игры на платформах Wii и Xbox 360. Успех Shinobi вдохновил разработку многочисленных продолжений и спин-оффов.

## Игровой процесс
Для управления в Shinobi используется восьмипозиционный джойстик и три кнопки действий: нападение, прыжок и использование ниндзюцу. Игрок может ходить пригнувшись, запрыгивать на этаж выше или ниже. Обычным оружием главного героя выступает неограниченное количество сюрикэнов, а также удары руками и ногами при атаке в упор. Спасти некоторых заложников усиливает атаку. В усиленной версии сюрикэны заменяются пистолетом, который стреляет большими разрывными пулями, а для рукопашной атаки используется катана. Техника ниндзюцу может быть использована только один раз за этап и очищает экран от всех врагов или наносит значительные повреждения боссу.
Главный герой погибает, если враги ударяют его или попадают в него каким-либо снарядом, а также если проваливается в бездну. При этом уровень начинается сначала, но уже спасённых заложников не нужно спасать заново. Когда у игрока заканчиваются жизни, он может вставить дополнительные монеты и продолжить игру (кроме последней миссии). На завершение каждого этапа даётся три минуты для. В зависимости от скорости прохождения начисляются бонусные очки.
Между миссиями доступен бонусный раунд с видом от первого лица, в котором игрок должен сюрикэны во вражеских ниндзя, не дав ни одному из них приблизиться к нему. Если игрок успешно завершает бонусный раунд, он получает дополнительную жизнь.

## Сюжет
Игрок управляет ниндзя по имени Джо Мусаси, который должен остановить преступную организацию под названием «Zeed», похитившую детей из его клана ниндзя. В течение 5 миссий (первая из которых состоит из трёх этапов, а последующие из четырёх), Мусаси должен добраться до штаб-квартиры Zeed и освободить всех заложников на первых двух или трёх этапах, а в последнем этапе сразиться с боссом. В начале каждой миссии игрокe показывают цель, а также папку с фотографией босса и картой, указывающей местонахождение следующего этапа.

## Версии для приставок и домашних компьютеров

### Sega Master System
Версия Shinobi для Sega Master System была выпущена в Японии 19 июня 1988 года. Позднее она была выпущена также в Северной Америке и Европе. Игра несколько отличается от аркадной версии: персонаж игрока не погибает от одного удара, однако прикосновение к врагу приводит к потере здоровья.

### Домашние компьютеры
В 1989 году порты Shinobi были выпущены для Amiga, Atari ST, Commodore 64, Amstrad CPC, и ZX Spectrum. Все пять портов были разработаны The Sales Curve, а изданы Virgin Mastertronic в Европе и Sega в Северной Америке (кроме версий для Amstrad и Spectrum). На IBM PC игра была выпущена в Северной Америке компанией Sega, а разработана Micromosaics Inc.

### PC Engine
Версия для PC Engine была выпущена только в Японии компанией Asmik 8 декабря 1989 года. Графика и механика игры данной версии аналогичны версии для автоматов, но отсутствуют рукопашные атаки и бонусные раунды. Также убран лимит времени на выполнение уровня. Полностью отсутствует вторая миссия.

### Nintendo Entertainment System
Версия для Nintendo Entertainment System была выпущена Tengen исключительно в Северной Америке без лицензии от Nintendo. Игровая механика основана на версии для Master System, однако отсутствует оружие ближнего боя (меч, нунчаки и цепи) и гранаты. Доступны только базовые удары руками, ногами, метание кинжалов и пистолет . Все этапы с вертикальной прокруткой были переработаны в этапы с горизонтальной прокруткой.

### Wii и Xbox 360
Оригинальная версия для автоматов доступна для загрузки на Wii (сервис Virtual Console) и Xbox 360 (сервис Live Arcade). Данные выпуски содержат незначительные графические изменения из-за проблем с авторскими правами.

### Sonic’s Ultimate Genesis Collection
Shinobi также присутствует в скрытом виде в Sonic’s Ultimate Genesis Collection для PlayStation 3 и Xbox 360. Чтобы получить к ней доступ, игрок должен пройти первый раунд Shinobi III: Return of the Ninja Master, не используя продолжения. Хотя данная версия также представляет собой эмулируемую версию для аркадных автоматов, графические изменения, которые присутствуют в версиях для Virtual Console и Xbox Live Arcade, в неё не вошли.

## Оценки
Версия Shinobi для Master System получила общее признание критиков. Обозревателями журнала Dragon ей было присвоено 4 звезд из 5.

## Продолжения и связанные игры
В 1989 году Sega выпустила продолжение под названием The Revenge of Shinobi в числе одной из первых игр для своей новой приставки Sega Mega Drive. В Японии эта игра была выпущена под названием Super Shinobi. На аркадных автоматах продолжение было выпущено под названием Shadow Dancer, также в 1989 году. В нём сохранялась механика оригинала, но теперь герою помогала собака.
Другие продолжения Shinobi были выпущены на Sega Game Gear, Sega Mega Drive, Sega Saturn, PlayStation 2 и Nintendo 3DS. В 1990 году на Master System была выпущена пародия на Shinobi Alex Kidd in Shinobi World с талисманом Sega Alex Kidd в качестве главного героя.